# Zdeněk Hummel
Zdeněk Hummel (Praga, 12 gennaio 1947) è un ex cestista e allenatore di pallacanestro ceco, fino al 1992 cecoslovacco.

## Carriera
Vanta 120 presenze con la Cecoslovacchia, con cui ha disputato il Campionato mondiale maschile di pallacanestro 1974.
Da allenatore ha guidato la Repubblica Ceca ai FIBA EuroBasket 1999 ed ai FIBA EuroBasket 2007.

## Palmarès

### Giocatore
- Campionato cecoslovacco: 3

Slavia VŠ Praga: 1965-66
Dukla Olomouc: 1972-73, 1974-75

### Allenatore
- Coppa della Repubblica Ceca: 5

Opava: 1998, 1999
Mlékárna Kunín: 1995, 1996, 2004